# Jeremy Steig
Jeremy Steig (* 23. September 1942 in New York City; † 13. April 2016 in Yokohama) war ein amerikanischer Jazzflötist und einer der Initiatoren des Jazz-Rock.

## Leben und Wirken
Jeremy Steig wurde 1942 in Greenwich Village (New York) geboren. Sein Vater William Steig war ein bekannter Cartoonist (u. a. Schöpfer der Filmfigur Shrek), seine Mutter Liza Steig (Schwester von Margaret Mead) war die Leiterin der Kunstabteilung am Lesley College. Auch Jeremy Steig arbeitete als Maler und Grafiker.
Mit sechs Jahren begann er Blockflöte zu spielen, wechselte im Alter von elf zur Querflöte und hatte seine ersten Auftritte mit 15 Jahren während seiner Schulzeit an der High School of Music and Art. Dort begann auch die bis nach die Jahrtausendwende anhaltende Zusammenarbeit mit seinem Schulfreund, dem Bassisten Eddie Gomez. Er studierte Flöte bei Paige Brook, damals Flötist der New York Philharmonic. Die erste Schallplatte Flute Fever mit dem Pianisten Denny Zeitlin erschien 1963. Dieses Mainstream-Album fand eine Fortsetzung in der fruchtbaren Zusammenarbeit mit dem Pianisten Bill Evans, bei dessen New Yorker Auftritten er während zehn Jahren den letzten Set mitspielte. Aus dieser Zeit stammt das Album What’s New (1969). Seine erste eigene Band „Jeremy and the Satyrs“ bestand seit 1962 und war eines der ersten Jazzrock-Ensembles, ein Quintett mit Flöte, Keyboards (Warren Bernhardt), Bluesrock-orientierter Gitarre/Mundharmonika/Stimme (Adrian Guillery), Bass (wiederum Eddie Gomez) und Schlagzeug (Donald McDonald), das 1968 eine gleichnamige Platte einspielte und teilweise noch um den Vibraphonisten Mike Mainieri verstärkt wurde.
Steig hat mit einer stilistisch weitgefächerten Zahl von Musikern gespielt und Schallplattenaufnahmen gemacht, vom Blues (Big Joe Williams, Junior Wells) über Bluesrock (Johnny Winter, Jimi Hendrix), Rock (Tommy Bolin) und Folk (Richie Havens, Tim Hardin, Kathy Smith) bis zur Avantgarde (Yoko Ono). Darüber hinaus hatte er Projekte mit zahlreichen Jazzmusikern wie Eddie Gomez, Art Blakey, Paul Bley, Joe Chambers, Jan Hammer, Joachim Kühn, Paul Winter, Jim Hall, Richie Beirach, Toto Blanke, Jorge López Ruiz, Ray Mantilla und Don Alias. Sein letztes Ensemble in den USA bestand neben ihm aus Vic Juris, Cameron Brown und Anthony Pinciotti. Zu Beginn der 2010er Jahre wanderte er mit seiner Frau Asako nach Yokohama aus. Gemeinsam mit ihr gestaltete er digitale Bilderbücher, bevor ein Krebsleiden dem im Wege stand. 
Steig war einer der wenigen Jazzmusiker, die ausschließlich Flöte spielen. Er setzte verschiedene Mitglieder der modernen Konzertflötenfamilie ein von der Piccolo- bis zur Bass-Querflöte; auf den Platten um 1970 ist er auch auf Traversflöten aus Bambus zu hören. Sein Ton – deutlich beeinflusst durch das Vorbild Rahsaan Roland Kirk – ist unverkennbar durch die gezielte Arbeit mit Luftgeräuschen, Multiphonics, Überblastechniken und Klopfgeräuschen auf den Klappen. Auch setzte er elektronische Effektgeräte (z. B. Wah Wah, Ringmodulator) ein. Ein Teil der von ihm verwendeten Techniken wurde durch den Rock-Flötisten Ian Anderson mit der Band Jethro Tull popularisiert. 
Bedingt durch einen Motorradunfall, der Steig im Alter von 19 Jahren einseitig lähmte, konnte er zunächst nur mit Hilfe eines speziellen Mundstückes spielen. Sein Spiel aus „Howlin' for Judy“ von seinem Album Legwork wird in dem Sample des Hits „Sure Shot“ der Beastie Boys verwendet.

## Diskografie (Auswahl)
- 1963: Flute Fever (Columbia)
- 1968: Jeremy & The Satyrs (Reprise)
- 1969: Legwork (Solid State)
- 1969: This Is Jeremy Steig (Solid State)
- 1969: What’s New (mit dem Bill Evans Trio - Verve; Grammy-Nomination)
- 1970: Wayfaring Stranger (Blue Note)
- 1970: Energy (Capitol)
- 1972: Fusion (RCA)[4]
- 1974: Flute Summit (mit James Moody, Sahib Shihab, Chris Hinze - Atlantic)
- 1974: Monium (CBS)
- 1975: Temple of Birth (mit Johnny Winter, Richie Beirach, Anthony Jackson, Alphonse Mouzon, Ray Mantilla)
- 1976: Richard Beirach / Jeremy Steig Leaving
- 1976: Outlaws (Enja)
- 1977: Firefly (CTI)
- 1978: Lend Me Your Ears (CMP)
- 1978:  Jeremy Steig & Eddie Gomez Music for Flute & Double-Bass (CMP)[5]
- 1980:  Jeremy Steig & Eddie Gomez Rain Forest (CMP)
- 1992: Jigsaw (Triloka)
- 2003: Jam (mit Eddie Gomez)
- 2004: Jeremy Steig & Vic Juris Improvised (Moon Beams)
- 2005: Flute on the Edge (Steig Music Company)
- 2008: Howlin' for Judy (rec. 1969–70 Kompilation - Blue Note Records)